# Abraham Thorberg
Abraham Thorberg, född 1759 på Selaön, död den 15 maj 1790 i Uppsala, var en svensk orientalist, klassisk filolog och universitetslärare.
Thorberg blev filosofie magister vid Uppsala universitet 1782, adjunkt i österländska språk 1785 och i grekiska 1786 och efter den grundlärde Johan Floderus professor i sistnämnda ämne 1790. Thorberg var Carl Aurivillius mest begåvade lärjunge och den, som med största konsekvens fullföljde mästarens intentioner. Med arabiskan som huvudfack ägnade sig Thorberg ingående åt den jämförande språkforskningen. Kännedom om de orientaliska dialekterna, framför allt arabiskan, var enligt hans mening nödvändig för ett djupare inträngande i Gamla testamentets språk och tankevärld. Thorbergs Utkast till en critisk historia om österländska språket (1785) ansågs på sin tid som ett rent klassiskt arbete.